# Herr (Titel)
Herr (mittelhochdeutsch frô, lateinisch dominus, französisch seigneur, englisch Lord; weibliches Pendant Frau, von mittelhochdeutsch  frouwe) war im Mittelalter eine Bezeichnung für den Besitzer einer Herrschaft. Die Herrschaft als eigenständiges Territorium mit einer größeren Anzahl von Dörfern oder gar Städten, damit auch einer eigenen Kanzlei als Landesverwaltung, ist dabei zu unterscheiden von der Grundherrschaft, die sich nur auf einzelne Rittergüter mit allenfalls einigen Hörigendörfern bezog. 
Der Herr, der sein Territorium mehr oder weniger selbständig regierte (in Urkunden oft als dominus bezeichnet), stand dabei im Rang unter den regierenden Grafen, Fürsten und Herzögen, aber über den Angehörigen des niederen Adels, die als Lehnsnehmer oder Allodialbesitzer einzelner Grundherrschaften (Rittergüter) nur über kleinere Ländereien verfügten. Letztere werden in mittelalterlichen Urkunden meist als miles (Ritter) bezeichnet, dazu gehörten auch die Reichsritter, die nur dem römisch-deutschen König unterstellt waren. 

## Status
Ein Herr im Sinne von dominus konnte in seinem Territorium selbstständig entscheiden, übte Gerichtsbarkeit und Lehnsrecht aus und unterschied sich damit vom Ritter oder Mann, der stärker seinem Lehnsherrn untergeordnet war. Er hatte dabei aber keinen höheren Adelstitel. Die Herren von Hohenlohe etwa erhielten erst 1450 bzw. 1495 den Grafentitel, zuvor waren sie regierende Herren. Mit einem Teil ihres Territoriums waren sie reichsunmittelbar, während sie andere Gebiete von Reichsklöstern oder bischöflichen Hochstiften zu Lehen nahmen. 
Während ein Ritter mit drei bis vier Mann Gefolge im Aufgebot der Reichsarmee zu erscheinen hatte, hinter der Fahne seines Landesherren oder Ritterkreises, brachte ein Territorialherr eine etwas größere Zahl Berittener und Schützen zusammen. 
„Fürstengleiche“ Herren durften im Mittelalter auf den Reichstagen erscheinen und erhielten bei deren Institutionalisierung nach 1495 dort erbliche Sitze, oft verbunden mit einer Rangerhöhung zu Reichsgrafen oder Reichsfürsten. So etwa die Herren zur Lippe (1528 gegraft, 1789 gefürstet) oder die Herren Reuß im Vogtland (1673 gegraft, ab 1778 in einzelnen Linien gefürstet). Die Lipper (und andere Herren) werden bisweilen von der Geschichtswissenschaft auch als Edelherren bezeichnet, wobei dieser Begriff schwammig ist, da er den Titel und Rechtsbegriff Herr mit der Herkunft Edelfrei vermischt, ohne dass notwendigerweise eine Addition beider gemeint ist. 
In der Neuzeit waren die Herren in den Stände- bzw. Landtagen der einzelnen Landesherrschaften in der ersten bzw. zweiten Kurie, der Herren- oder Fürstenkammer vertreten, gemeinsam mit den Fürsten. Sie unterschieden sich damit von den Angehörigen des Ritterstandes. Bekannte Herren waren z. B. die Herren von Plotho, von Werle, von Cottbus oder von Wildenberg. 
Standesherr ist hingegen eine neuzeitliche und regional beschränkte (Schlesien, Lausitzen) Bezeichnung für die Besitzer privilegierter Grundherrschaften. Standesherr (Deutscher Bund) bezeichnet die Stellung der vormals reichsunmittelbaren Landesherren (Fürsten und Grafen), die im 19. Jahrhundert durch Mediatisierung ihre Unabhängigkeit verloren.